# Mutaga IV Mbikije de Burundi
Mutaga IV Mbikije (c. 1892 – 30 de noviembre de 1915) fue Rey de Burundi desde 21 de agosto de 1908 hasta el 30 de noviembre de 1915. 

## Biografía
Mutaga era hijo del rey Mwami Mwezi IV. Subió al trono a los 15 años después de la muerte de su padre en 1908. Siendo demasiado joven para asegurar la continuidad, gobernó con la ayuda de un consejo de regencia formado por otra esposa de su padre, Ririkumutima, y un hermanastro de este padre, Ntanigera.
Mutaga IV murió prematuramente en noviembre de 1915 después de una pelea que supuestamente lo enfrentó a su hermano menor, el Príncipe Bangura. Dejó dos hijos: (Mwambutsa IV Bangiricenge y el Príncipe Ignace Kamatari (fallecido en 1964 y padre de Princesa Esther Kamatari.
Su madrastra Ririkumutima ocupó el cargo de regente durante gran parte de su reinado.